# Orsogna
Orsogna község (comune) Olaszország Abruzzo régiójában, Chieti megyében.

## Fekvése
A északnyugati megye részén fekszik. Határai: Ari, Arielli, Canosa Sannita, Castel Frentano, Filetto, Guardiagrele, Lanciano és Poggiofiorito.

## Története
Első írásos említése a 11. századból származik. A következő századokban nemesi birtok volt. Önállóságát a 19. század elején nyerte el, amikor a Nápolyi Királyságban felszámolták a feudalizmust.

## Népessége
A népesség számának alakulása:

## Főbb látnivalói
- San Nicola-templom